# Francine Somers
Francine Somers (Gent, 2 maart 1923 – Vorst, 22 augustus 2022) was een Belgisch kunstschilder, tekenaar en medailleur.

## Leven en werk
Francine Somers was een dochter van goudsmid Frans Somers en Jenny Van Meuter. Ze groeide op in een kunstzinnige familie; haar vader had tekenlessen aan de academie gevolgd en speelde klarinet, haar moeder speelde piano en zong. Somers kreeg de eerste tekenlessen van haar vader en studeerde schilder- en tekenkunst aan de Koninklijke Academie voor Schone Kunsten van Gent (1936-1943), als leerling van Jos Verdegem, Victor de Budt, Beatrice Colpaert en Oscar Coderon. Als 15-jarige academieleerlinge kreeg ze een opdracht voor het schilderen van een portret van koningin Astrid, dat werd aangeboden aan koning Leopold III. Somers behaalde meerdere prijzen aan de academie, ze ontving de gouden academiemedaille en de Jean Delvinprijs. Ze behaalde een tweede plaats bij de Godecharleprijs 1943. In 1948 ontving ze de Jeanne Pipijnprijs. Somers trouwde in 1943 met Pierre Tytgat. Van 1951 tot 1954 verbleven ze met hun gezin in Belgisch-Congo, waar Somers haar eerste penningen maakte. Terug in België vestigden zij zich in Brussel. Somers bekwaamde zich in beeldhouwkunst aan de kunstacademie in Leuven (1956-1958), als leerling van Oscar De Clerck, en de Academie van Etterbeek. Ze was daarna nog resident in de Cité Internationale des Arts in Parijs.
Somers schilderde en tekende, maakte illustraties, ontwierp affiches en postzegels. Ze maakte daarnaast basreliëfs en penningen. Somers exposeerde haar werk geregeld in België en Congo, onder meer bij Galerie Vyncke-Van Eyck in Gent en een aantal malen in L'Atelier in Brussel. In 1944 ontving ze de Prix de L'Atelier in 1943 en 1946 had ze er een duo-expositie met Geo Vindevogel. In de recensies van haar teken- en schilderwerk komen herhaaldelijk opmerkingen haar eigen temperament en waarnemingsvermogen terug: "Francine Somers ziet de wereld, de natuur en de mens, doch het is gezien en geschetst met een uiterst persoonlijk temperament dat in alle werken zowel tekeningen als schilderijen doorschemert." "Die eigen persoonlijkheid die immer terugkomt doch oneindig genuanceerd, verleent aan de schilderijen van Francine Somers een karakter van oprechtheid van direkt contact tussen model en kunstenares. Zij schildert niet enkel, zij vertelt ons wat er in haar omgaat." Vanaf 1956 toonde ze haar penningen op de internationale congressen van FIDEM. Haar werk is onder meer opgenomen in de collectie van het Gents Museum voor Schone Kunsten.
De kunstenares zette geregeld haar herinneringen op papier, maar hield die voor zichzelf. In 2009 werden ze door Nicole Verschoore gebundeld en voorzien van Somers' tekeningen uitgegeven onder de titel Ma chère ville de Gand.
Somers overleed op 99-jarige leeftijd.

## Enkele werken
- 1958: fresco van 21 m² voor het Congolees paviljoen op de Expo 58 in Brussel
- 1966: serie van vijf postzegels met als thema kinderspelen (OBP 1399-1403[14])

Penningen
- 1956: penning t.g.v. het zilveren regeringsjubileum van Mutara III van Rwanda. vz: het portret van Mutara, kz: een watoetsidanser.[15]
- 1958: Charles de Coster-penning
- 1969: herdenkingspenning voor het Bruegeljaar, met het zelfportret van de Pieter Bruegel de Oude. Uitgebracht in goud, zilver en brons.[16]
- 1977: Penningen van de stad Brussel, vz: een iris, bloem van Brussel, kz: Sint-Michiel, patroonheilige van de stad. Uitgebracht in goud en zilver.[17]
- 2007: De Gentse maagd, penning ter gelegenheid van de publicatie van de catalogus van haar werk in metaal. vz: De Gentse maagd, met het wapenschild van de stad en de Gentse Draak, kz: de namen van Francine Somers en de twee organisaties Numismatica Gandavensis en De Draak die de uitgave mogelijk hebben gemaakt.[18]